# Hofstetten-Flüh
Hofstetten-Flüh é uma comuna da Suíça, situada no distrito de Dorneck, no cantão de Soleura. Tem 7,50 km² de área e sua população em 2018 foi estimada em 305 habitantes.